# Benno Ohnesorg-gyilkosság
A Benno Ohnesorg-gyilkosság 1967. június 2-án a berlini opera előtti tüntetésen történt, és a szélsőbaloldali terrorizmus egyik kiváltó momentuma lett. Michael „Bommi” Baumann, a Június 2. nevű terrorszervezet korábbi tagja így emlékezett vissza: „A töltény, amellyel Kurras rendőrtiszt megölte Benno Ohnesorgot, volt az, ami igazán megváltoztatott mindent”.

## A gyilkosság
A baloldali aktivisták, köztük sok diák, Reza Pahlavi iráni sah látogatása ellen tiltakozva gyűltek össze a berlini opera előtt. A sahpárti ellentüntetők és a baloldaliak összecsaptak, és a rendőrség is keményen beavatkozott. Este fél kilenckor Karl-Heinz Kurras rendőrtiszt agyonlőtte a 26 éves egyetemi hallgatót, Benno Ohnesorgot. A lövés a fiatalember fejének hátsó részét találta el.
Kurras a tárgyaláson azt állította, hogy Ohnesorg rátámadt, és önvédelemből ölt. A rendőrt első- és másodfokon is felmentették. Egy 2012-es nyomozás arra az eredményre jutott, hogy a fegyverhasználat szándékos volt, de az önvédelmi helyzet nem állt fenn. A korabeli felvételek és fényképek elemzése szerint az igazságot Kurras kollégái és felettesei eltitkolták, valamint rákényszerítették a halott tüntető boncolását végző egészségügyi stábot jelentése meghamisítására.

## Következménye
A baloldali radikálisok Ohnesorg meggyilkolását a fasiszta kapitalista állam támadásának tekintették. Gudrun Ensslin, a Vörös Hadsereg Frakció egyik vezetője például azt mondta: „A fasiszta állam mindannyiunkat meg akar ölni. Az erőszakra az erőszak az egyetlen válasz.” Günter Grass író úgy jellemezte az eseményt, mint „az NSZK első politikai gyilkossága”. A radikális baloldal válasza a terrorizmus volt. Az ügy iróniája, hogy a 2000-es években kiderült, Kurras a keletnémet titkosszolgálat, a Stasi ügynöke volt, de a gyilkosságnak nem volt köze megbízóihoz.